# Mouloud Feraoun
Ne doit pas être confondu avec Feraoun.
Mouloud Feraoun (en kabyle : Mulud At Ceɛban), né le 8 mars 1913 à Tizi Hibel en Haute Kabylie (Algérie française) et mort assassiné par l'OAS à Alger le 15 mars 1962, est un écrivain algérien d'expression française.
Son œuvre la plus célèbre est la trilogie Le Fils du pauvre (1950), La Terre et le Sang (1953) et Les Chemins qui montent (1957).

## Biographie
Né officiellement le 8 mars 1913 dans le village de Tizi Hibel, il appartient au clan (takheroubt) des Aït-Chabane, Feraoun étant le nom imposé par des officiers des Affaires indigènes chargés de la mise en place d'un état civil aux populations kabyles après l’insurrection de 1871. Ses parents sont un couple de paysans pauvres, qui ont eu huit enfants dont cinq seulement ont survécu. Mouloud est le troisième d'entre eux, et le premier fils. Depuis 1910, le père a pour habitude d’émigrer périodiquement en France métropolitaine pour subvenir aux besoins de sa famille. En 1928, il est victime d’un accident et commence à vivre d’une pension d’invalidité. Ces racines familiales, sociales et culturelles sont prépondérantes pour Mouloud Feraoun, qui intitule son premier roman autobiographique Le Fils du pauvre et fait de la culture kabyle la principale composante de son identité,.
Il fréquente l'école de Tizi Hibel à partir de l'âge de sept ans. En 1928, il est boursier à l'école primaire supérieure de Tizi Ouzou, puis, en 1932, est reçu au concours d'entrée de l'école normale d'instituteurs de Bouzaréa (aujourd'hui  École normale supérieure de Bouzaréah), près d'Alger. Il y fait la connaissance d'Emmanuel Roblès. Diplômé de l’école normale, il commence sa carrière d’instituteur à Taourirt Aden, petit village de Kabylie. En 1935, il est nommé instituteur à Tizi Hibel, où il épouse Dehbia, dont il aura sept enfants.
Mouloud Feraoun commence à écrire en 1939 son premier roman, Le Fils du pauvre. L'ouvrage, salué par la critique, obtient le Grand Prix de la ville d'Alger.
En 1946, il est muté à Taourirt Moussa Ouamar, commune d'Aït Mahmoud. En 1952, il est nommé directeur du cours complémentaire de Fort-National. En 1957, promu directeur de l'école Nador de Clos-Salembier, il quitte la Kabylie pour Alger.
En 1951, il est en correspondance avec Albert Camus. Le 15 juillet, il termine La Terre et le Sang, ouvrage récompensé en 1953 par le prix Eugène-Dabit du roman populiste. Le roman raconte la vie d'un village kabyle qui voit d'un mauvais œil le retour d'un de ses enfants parti travailler dans les mines du nord de la France.
En 1957, les Éditions du Seuil publient le roman Les Chemins qui montent. Sa traduction des poèmes de Si Mohand Ou Mhand (Les Poèmes de Si Mohand) est éditée par les Éditions de Minuit en 1960.
En 1960, Mouloud Feraoun est inspecteur des centres sociaux (créés à l'initiative de Germaine Tillion) à Château-Royal près de Ben Aknoun.
Avec cinq de ses collègues, dont l'inspecteur d'académie Max Marchand, il est assassiné le 15 mars 1962, à quatre jours du cessez-le-feu,, par l'OAS, qui voit dans les centres sociaux un foyer indépendantiste.
Son Journal, rédigé de 1955 à 1962, est remis au Seuil en février 1962 et sera publié de manière posthume, de même que deux derniers romans, L'Anniversaire, inachevé, et La Cité des roses, achevé mais resté longtemps inédit.

## Prix et distinctions
En 1950, il reçoit le Prix de littérature française de la ville d'Alger pour Le Fils du pauvre.

## Œuvres
Livres
- Le Fils du pauvre, Menrad instituteur kabyle, éd. Cahiers du nouvel humanisme, Le Puy, 1950, 206 p.
- La Terre et le Sang, Éditions du Seuil, Paris, 1953, 256 p.
- Jours de Kabylie, Alger, Baconnier, 1954, 141 p.
- Les Chemins qui montent, Éditions du Seuil, Paris, 1957, 222 p.
- Les Poèmes de Si Mohand, Les Éditions de Minuit, Paris, 1960, 111 p.
- Journal 1955-1962, Éditions du Seuil, Paris, 1962, 349 p.
- Lettres à ses amis, Éditions du Seuil, Paris, 1969, 205 p.
- L'Anniversaire, Éditions du Seuil, Paris, 1972, 143 p.
- La Cité des roses, éd. Yamcom, Alger, 2007, 172 p.
- Les Tueurs et autres inédits, présentés par Safa Ouled Haddar. éd. El Kalima, Alger, coll. PIM, 2020, 110 p.

Articles
- « L'instituteur du bled en Algérie », Examens et Concours, Paris, mai-juin 1951.
- « Le désaccord », Soleil, Alger, no 6, juin 1951.
- « Sur l’“École nord-africaine des lettres” », Afrique, AEA (Association des écrivains algériens), Alger, no 241, juillet-septembre 1951.
- « Les potines », Foyers ruraux, Paris, no 8, 1951.
- « Mœurs kabyles »,  La Vie au soleil, Paris, septembre-octobre 1951.
- « Les rêves d'Irma Smina », Les Cahiers du Sud, Rivages, Marseille, no 316, 2e semestre 1952.
- « Ma mère », Simoun, no 8, mai 1953, Oran.
- « Les Beaux jours », Terrasses (Jean Sénac), Alger, juin 1953.
- « Réponse à l'enquête », Les Nouvelles Littéraires, Larousse, Paris, 22 octobre 1953.
- « Images algériennes d'Emmanuel Roblès », Simoun (J.-M. Guirao), Oran, no 30, décembre 1953.
- « L'auteur et ses personnages », Bulletin de l'Amicale des anciens élèves de l'école normale de Bouzaréa, février 1954.
- « Au-dessus des haines », Simoun (J.-M. Guirao), no 31, juillet 1954,.
- « Le départ », L'Action, Parti socialiste destourien, Tunis, no 9, 20 juin 1955.
- « Le voyage en Grèce et en Sardaigne », Journal des instituteurs de l'Afrique du Nord, no 1, 29 septembre 1956
- « Les aventures de Ami Mechivchi », Journal des instituteurs de l'Afrique du Nord, no 1, 29 septembre 1956.
- « Les aventures de Ami Mechivchi » (suite), Journal des instituteurs de l'Afrique du Nord, no 2, 13 octobre 1956.
- « Souvenir d'une rentrée », no 2, Journal des instituteurs de l'Afrique du Nord, 15 octobre 1956.
- « L'instituteur du bled en Algérie », Journal des instituteurs de l'Afrique du Nord, no 3, 25 octobre 1956  .
- « Le beau de Tizi », Journal des instituteurs de l'Afrique du Nord, no 4, 10 novembre 1956.
- « Les bergères », Journal des instituteurs de l'Afrique du Nord, no 5, 24 novembre 1956.
- « Hommage à l'école française », Journal des instituteurs de l'Afrique du Nord, no 6, 6 décembre 1956.
- « Monsieur Maschino, vous êtes un salaud », Démocratie (Charkaoui), Casablanca, 1er avril 1957.
- « La légende de Si Mohand », Affrontement, Paris, no 5 (« Art, culture et peuple en Afrique du Nord »), décembre 1957.
- « Les écrivains musulmans », Revue française de l'élite européenne, Paris, no 91, 1957.
- « La littérature algérienne », Revue française, Paris, 1957.
- « Le voyage en Grèce », Revue française, Paris, 1957.
- « La légende de Si Mohand », Algeria, OFALAC, septembre 1958.
- « Hommage à l'école française »,  Algeria, OFALAC, no 22, mai-juin 1959.
- « La source de nos communs malheurs » (lettre à Camus), Preuves, Paris, Congrès pour la liberté de la culture, no 91, septembre 1958.
- « Le dernier message », Preuves, Paris, Congrès pour la liberté de la culture, no 110, avril 1959.
- « Le départ du père », Algeria, OFALAC, no 22, mai-juin 1959.
- « Journal d'un Algérien », Preuves, Paris, Congrès pour la liberté de la culture, no 139, septembre 1959.
- « La vache des orphelins », Algeria, OFALAC, no 30, janvier-février 1960.
- « Si Mohand ou Mehand », La nouvelle critique, PCF, no 112, janvier 1960.
- « Destins de femmes », Algeria, OFALAC.no 44, décembre 1960.
- « L'entraide dans la société kabyle », Revue des centres sociaux, Alger, no 16, 1961.
- « Mekidèche et l'ogresse », Algeria, OFALAC, n°60, automne 1961.
- « Mekidèche et l'ogresse » (suite), Algeria, OFALAC, n°61, noël 1961.
- « Déclaration téléphonique après la mort d'Albert Camus », Oran Républicain, Oran, 6 janvier, 1962.
- « Lettres de Kabylie envoyées à Emmanuel Roblès », Esprit, n°12, décembre 1962.
- « Algerisches Tagebuch », Dokumente Zeitschrift für übernationale Zusammenarbeit, Bonn, no 18, 1962.
- « Discours lors de la remise du prix de la Ville d'Alger », le 5 avril 1952, Œuvres et critiques, Paris, J.M. Place, no 4, hiver 1979.
- « Les tueurs », CELFAN Review, Philadelphie, Temple University, Eric Sellin, Editor, 1982.